# اوستهویزن
اوستهویزن (به هلندی: Oosthuizen) یک منطقهٔ مسکونی در هلند است که در زیوانگ واقع شده‌است. اوستهویزن ۶٫۷۶ کیلومتر مربع مساحت و ۳٬۲۲۴ نفر جمعیت دارد.